# Massilia arvi
Massilia arvi es una bacteria gramnegativa del género Massilia. Fue descrita en el año 2015. Su etimología hace referencia a campo. Es aerobia e inmóvil. Tiene un tamaño de 0,8-1 μm de ancho por 9-20 μm de largo. Forma colonias rugosas, elevadas, irregulares y de color beige en agar R2A tras 2 días de incubación. También crece en agar TSA y NA, pero no en LB, MA ni MacConkey. Temperatura de crecimiento entre 10-42 °C, óptima de 25-37 °C. Catalasa y oxidasa positivas. Tiene un contenido de G+C de 63,2%. Se ha aislado de suelos cultivados con Brassica oleracea en Yongin, Corea del Sur. 